# Liste der Biografien/Zd
Liste der Biografien |
Portal Biografien |
Personensuche
# |
A |
B |
C |
D |
E |
F |
G |
H |
I |
J |
K |
L |
M |
N |
O |
P |
Q |
R |
S |
T |
U |
V |
W |
X |
Y |
Z |
?
 
Za |
Zb |
Zc |
Zd |
Ze |
Zf |
Zg |
Zh |
Zi |
Zj |
Zk |
Zl |
Zm |
Zn |
Zo |
Zr |
Zs |
Zu |
Zv |
Zw |
Zy |
Zz
Die Liste der Biografien führt alle Personen auf, die in der deutschsprachigen Wikipedia einen Artikel haben. Dieses ist eine Teilliste mit 65 Einträgen von Personen, deren Namen mit den Buchstaben „Zd“ beginnt.

## Zd

### Zda
- Zdanavičius, Justas, litauischer Astronom und Asteroidenentdecker
- Ždanoka, Tatjana (* 1950), lettische Politikerin, MdEP
- Zdanovska, Inta (* 1986), lettische Tischtennisspielerin
- Zdanowicz, Casimir Douglas Sr. (1851–1889), US-amerikanischer Germanist und Romanist polnisch-französischer Herkunft
- Zdanowicz, Casimir Douglass Jr. (1883–1953), US-amerikanischer Romanist
- Zdanowska, Hanna (* 1959), polnische Politikerin (Platforma Obywatelska), Mitglied des Sejm
- Zdansky, Otto (1894–1988), österreichischer Paläoanthropologe
- Z’Dar, Robert (1950–2015), US-amerikanischer Schauspieler litauischer Herkunft
- Žďárek, Ivo (1960–2008), tschechischer Diplomat
- Zdarsa, Konrad (* 1944), österreichisch-deutscher Geistlicher und emeritierter römisch-katholischer Bischof von AugsburgKonrad Zdarsa (* 1944)

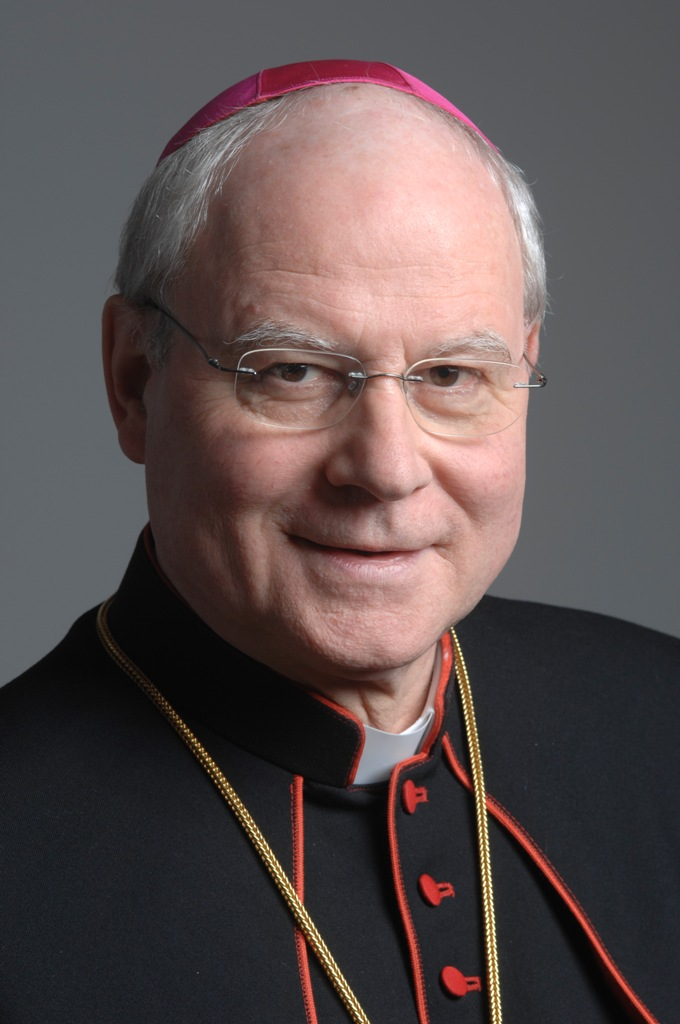
Konrad Zdarsa (* 1944)

- Zdarsky, Annemarie (1928–2021), österreichische Politikerin (SPÖ), Landtagsabgeordneter, Mitglied des Bundesrates
- Zdarsky, Mathias (1856–1940), österreichischer Skipionier
- Zdarzil, Herbert (1928–2008), österreichischer Pädagoge, der vor allem auf dem Gebiet der pädagogischen Anthropologie und der Andragogik tätig war

### Zde
- Zdebel, Hubertus (* 1954), deutscher Politiker (Bündnis 90/Die Grünen, Die Linke), MdB
- Zdebel, Sofie (* 2004), deutsche Fußballspielerin
- Zdebel, Thomas (* 1973), polnisch-deutscher Fußballspieler
- Zdeborová, Lenka (* 1980), tschechische Informatikerin
- Zdechovanová, Petra (* 1995), slowakische Fußballspielerin
- Zdechovský, Tomáš (* 1979), tschechischer Manager, Dichter, Schriftsteller, Publizist, Medienanalytiker und Politiker (KDU-ČSL), MdEP
- Zdeniek Lev von Rosental († 1535), böhmischer Adliger und Burggraf von Prag
- Zdenjak, Luka (* 1987), kroatischer Badmintonspieler
- Zderadicka, Franz (* 1963), österreichischer Basketballspieler und -trainer
- Zderadicka, Lisa (* 1994), österreichische Basketballspielerin
- Zderko, John (1962–2022), US-amerikanischer Schauspieler
- Zdeslav († 879), Fürst von Dalmatinisch-Kroatien

### Zdi
- Zdiarsky, Johann (1849–1907), Unternehmer und Bürgermeister in der südböhmischen Stadt Prachatice
- Zdichynec, Nicolas (* 2002), österreichischer Fußballspieler
- Ždímal, Václav (1890–1942), tschechoslowakischer Generalmajor, Widerstandskämpfer
- Zdislava († 1252), böhmische Schutzheilige der Armen und LeidendenZdislava († 1252)

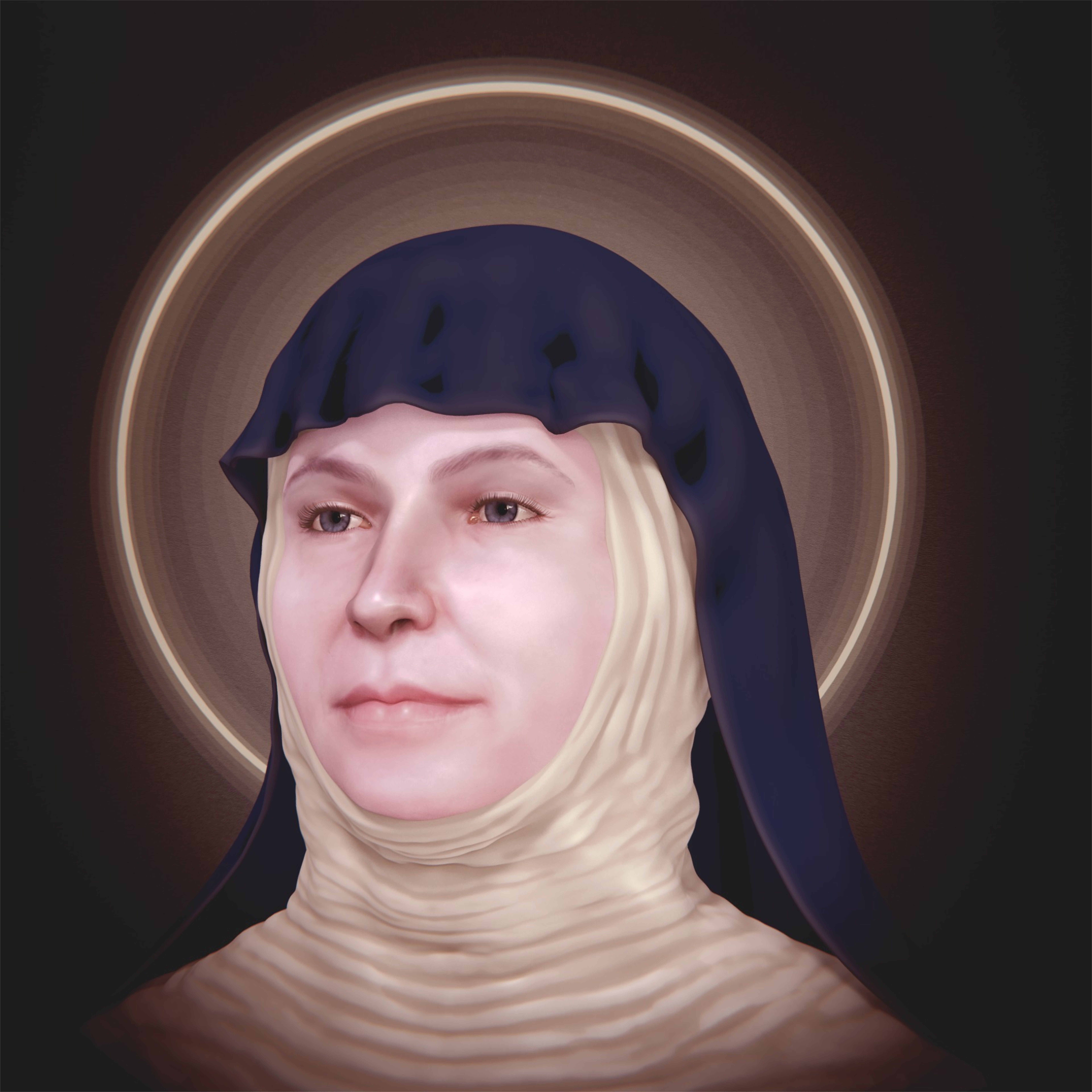
Zdislava († 1252)

### Zdj
- Zdjelar, Saša (* 1995), serbischer Fußballspieler

### Zdo
- Zdouc, Dunja (* 1994), österreichische Biathletin
- Zdouc, Werner, österreichischer Jurist, Hochschullehrer und Funktionär in der Welthandelsorganisation (WTO)
- Zdovc, Anja (* 1987), slowenische Volleyballspielerin
- Zdovc, Jurij (* 1966), slowenischer Basketballtrainer und -spieler
- Zdovc, Pavel (* 1933), kärntnerslowenischer Sprachwissenschafter und Referenzautor zu slowenischen Ortsnamen in Südkärnten

### Zdr
- Zdrahal, Ernst (* 1944), österreichischer Maler und Grafiker
- Zdráhala, Ondřej (* 1983), tschechischer Handballspieler
- Zdral, Wolfgang (* 1958), deutscher Journalist und Autor
- Zdralek, Franz (1894–1970), deutscher Jurist und Politiker (SPD), MdL
- Zdralek, Marko (* 1973), deutscher Komponist und Musikwissenschaftler
- Zdralek, Oskar (1899–1945), deutscher Ingenieur und Hochschullehrer
- Zdravevski, Daniel (* 2001), deutscher Basketballspieler
- Zdravković, Bogdan (* 1999), serbischer Kugelstoßer
- Zdravković, Dragan (* 1959), jugoslawischer Mittel- und Langstreckenläufer
- Zdravković, Radisa (* 1976), deutscher Basketballtrainer und -ehemaliger Spieler
- Zdravković, Stevica (* 1994), serbischer Fußballspieler
- Zdravković, Toma (1938–1991), jugoslawischer Folk-SängerToma Zdravković (1938–1991)

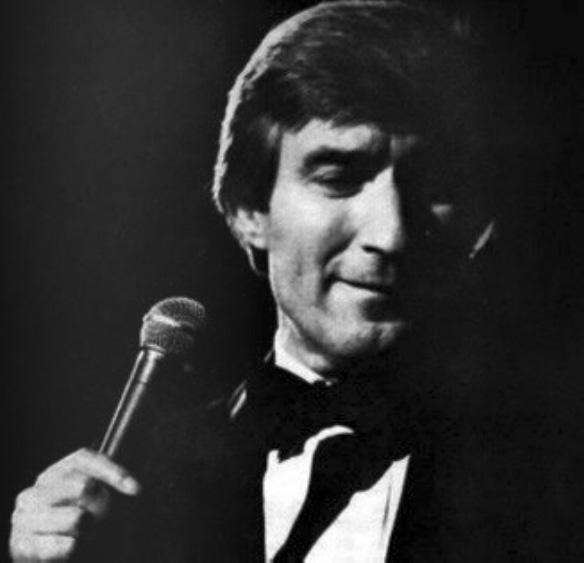
Toma Zdravković (1938–1991)

- Zdravković, Velimir (* 1980), serbischer Fußballtorhüter
- Zdravkovski, Davor (* 1998), nordmazedonischer Fußballspieler
- Zdrazila, Adolf (1868–1942), deutsch-schlesischer Maler
- Zdražila, Hans (* 1941), tschechoslowakischer Gewichtheber
- Zdrilic, David (* 1974), australischer Fußballspieler und -trainer
- Zdrojewicz, Małka (* 1924), jüdische Widerstandskämpferin und Holocaust-Überlebende
- Zdrojewska, Barbara (* 1960), polnische Politikerin, Senatorin
- Zdrojewski, Bogdan (* 1957), polnischer Politiker, Mitglied des Sejm, Minister, MdEP
- Zdrojewski, Edmund (1915–1948), deutscher SS-Hauptscharführer und KZ-Lagerleiter
- Zdrok, Victoria (* 1973), ukrainische Pornodarstellerin und ModelVictoria Zdrok (* 1973)

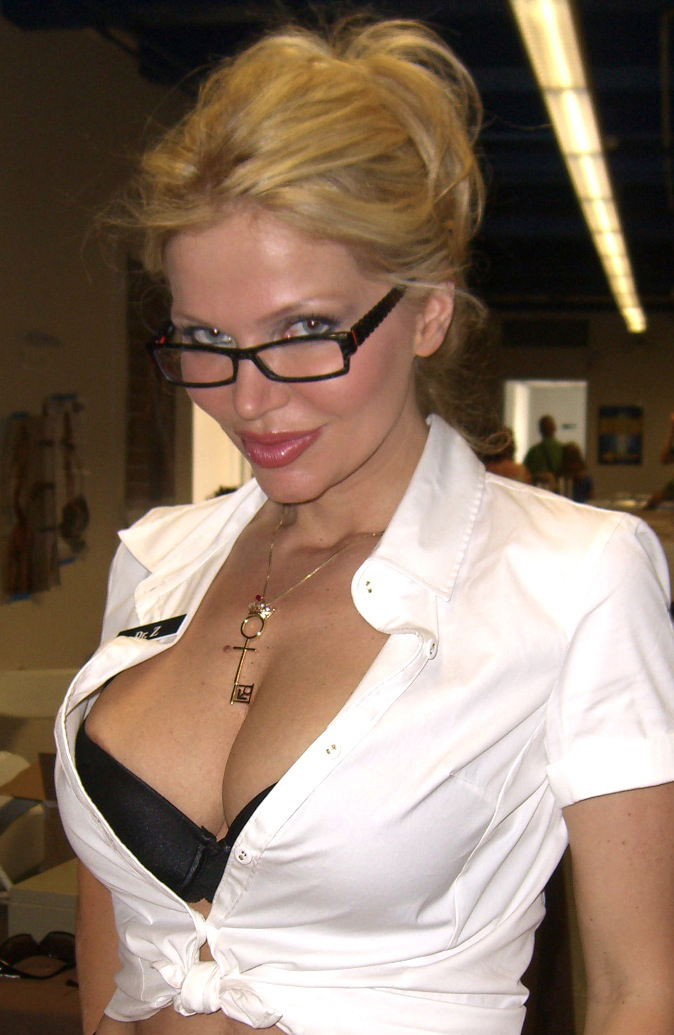
Victoria Zdrok (* 1973)

### Zdu
- Z’dun, Paul (1904–1981), deutscher Radartist
- Zdunek, Daniela (* 1982), deutsche Basketballspielerin
- Zdunek, Edward W. (1897–1963), US-amerikanischer Manager, Generaldirektor der Adam Opel AG
- Zdunek, Emilia (* 1992), polnische Fußballspielerin
- Zdunik, Marcin (* 1987), polnischer Cellist
- Zdunk, Barbara (1769–1811), Justizopfer

### Zdy
- Zdybek, Jakub (* 1995), polnischer Beachvolleyballspieler

### Zdz
- Zdziebło, Katarzyna (* 1996), polnische Leichtathletin